# Blues and Royals

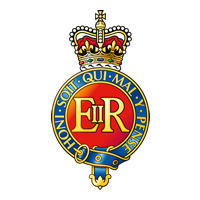
Crachá da Household Cavalry.

O Blues and Royals (Royal Horse Guards and 1st Dragoons) (RHG/D) é um dos regimentos de cavalaria do Exército britânico, integrante da Household Cavalry. O Coronel do Regimento é Ana, Princesa Real. É o segundo regimento mais graduado do exército britânico.

## História

### Formação
O regimento foi formado em 1969 a partir da fusão da Royal Horse Guards, que era conhecida como "O Blues" ou "O Blues de Oxford", e os Dragões Reais, que era conhecido como "os Royals". Destes, os Blues foram fundados como uma unidade do Novo Exército Modelo, tendo sido criado em 1650 por Sir Arthur Haselrig sob ordens de Oliver Cromwell; foi incorporada ao exército da Restauração em 1660 e ganhou o título de "Real" no século XVIII. Os Dragões Reais foram formados logo após a Restauração, em 1661, composta por veteranos da cavalaria do Novo Exército Modelo.
Desde a formação em 1969, o novo regimento serviu na Irlanda do Norte, Alemanha e Chipre. Durante a Guerra das Malvinas de 1982, o regimento forneceu as duas tropas de reconhecimento blindadas. O regimento também tinha um esquadrão em serviço operacional com as Nações Unidas na Bósnia em 1994-95. Mais recentemente, o regimento viu ação na Guerra do Iraque e na Guerra do Afeganistão.
Tanto o Príncipe Guilherme, Príncipe de Gales, quanto o Príncipe Harry, Duque de Sussex, juntaram-se ao regimento como cornetas em 2006.

### União Operacional
Como resultado da Revisão de Opções para Mudanças em 1991, os Blues e royals formaram uma união para fins operacionais com os Salva-Vidas como regimento de cavalaria doméstica. No entanto, cada um deles mantém sua identidade regimental, com uniformes e tradições distintas, e seu próprio coronel. O Blues and Royals atualmente tem dois esquadrões de reconhecimento em Windsor, que fazem parte do Regimento de Household Cavalry, e um esquadrão montado em Londres como parte do Household Cavalry Mounted Regiment.

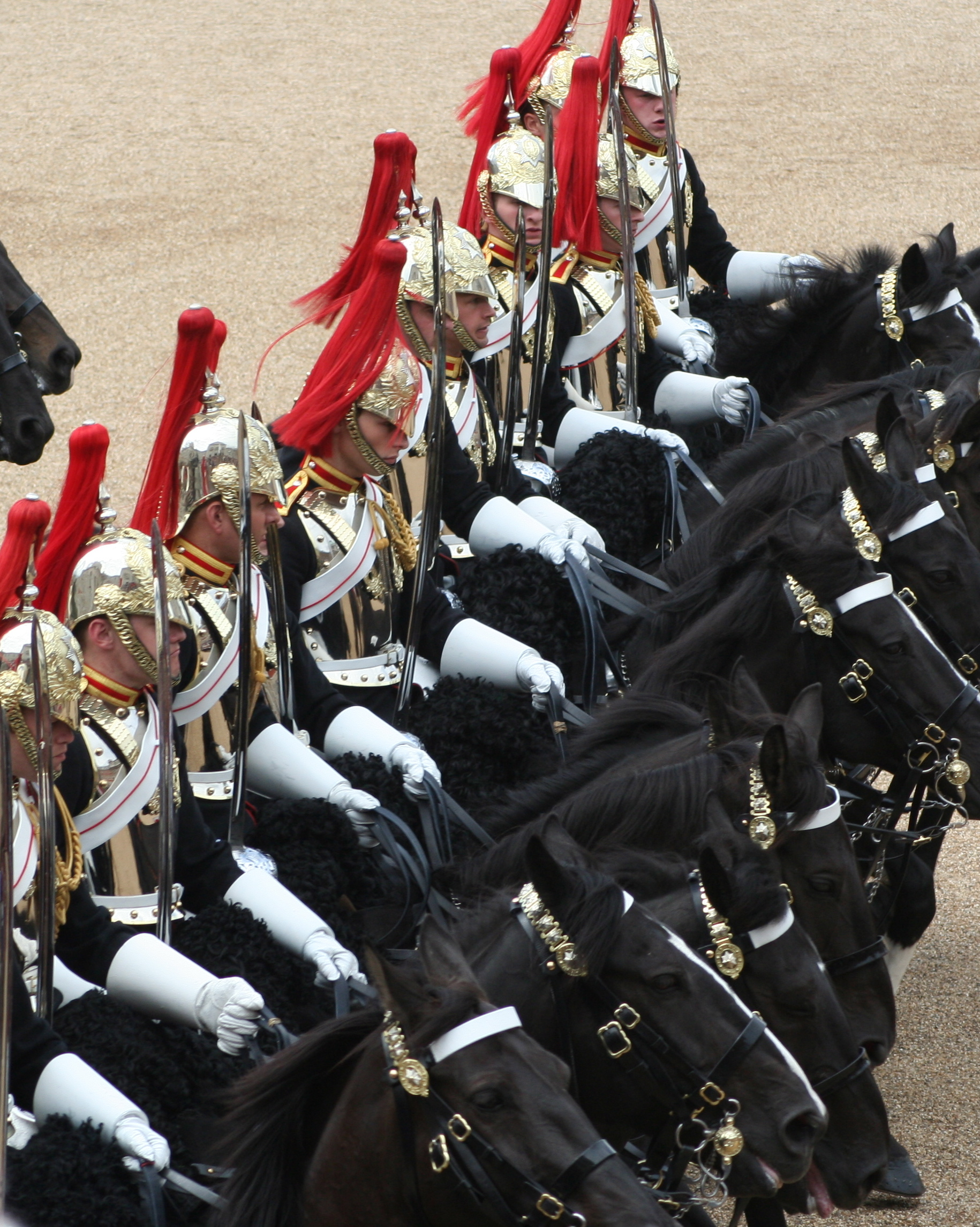
Tropa do Blues and Royals durante o desfile Trooping of the Colour (Londres, 2007)

## Tradições regimentais
Em vez de ser conhecido como a Guarda Real de Cavalos e 1º Dragoons, o regimento é conhecido como Blues e Royals e é, portanto, o único regimento do Exército Britânico a ser oficialmente conhecido por seu apelido em oposição ao seu nome completo.
Oficiais recém-contratados no Blues e Royals têm o posto de corneta, em vez de segundo tenente, como é o padrão no resto do Exército Britânico. Não há posto de sargento na Household Cavalry; o equivalente a um sargento em outra unidade é Cabo de Cavalo; o equivalente ao Sargento-Mor regimental é o Cabo Major Regimental, etc. O rei Eduardo VII estabeleceu que o posto de soldado deve ser substituído pelo posto de soldado na cavalaria.
O Blues and Royals é o único regimento do Exército Britânico que permite que soldados e oficiais não comissionados, quando não usam cocar, saúdam um oficial. O costume começou após a Batalha de Warburg em 1760 pelo Marquês de Granby, que comandou tanto a Royal Horse Guards e a Royal Dragoons, que eram unidades separadas na época. Durante a batalha, o Marquês expulsou as forças francesas do campo, perdendo seu chapéu e sua peruca durante a carga. Ao reportar ao seu comandante, príncipe Ferdinando de Brunswick, no calor do momento em que ele diz ter saudado sem usar seu cocar, tendo perdido antes. Quando o Marquês de Granby tornou-se o Coronel dos Blues, o regimento adotou essa tradição.

Quando a Cavalaria Doméstica monta uma escolta para o Soberano em ocasiões do Estado, um machado cerimonial com um espinho é carregado por um Cabo farrier de cavalo. A razão histórica por trás disso é que quando um cavalo foi ferido ou ferido tão seriamente que não pôde ser tratado, seu sofrimento foi encerrado matando-o com o pico. O machado também é um lembrete dos dias em que as escoltas do Soberano acompanhavam os treinadores reais e quando as estradas inglesas eram muito ruins. Cavalos muitas vezes caíam, ficando presos em seus arreios e tinham que ser libertados com o corte de um machado. Diz também que naqueles tempos, se um cavalo teve que ser morto, seu cavaleiro teve que trazer de volta um casco, cortado com o machado, para provar ao Quartermaster que o animal estava morto e, portanto, impedindo a substituição fraudulenta. Hoje, o machado permanece como um símbolo dos deveres do Farrier.

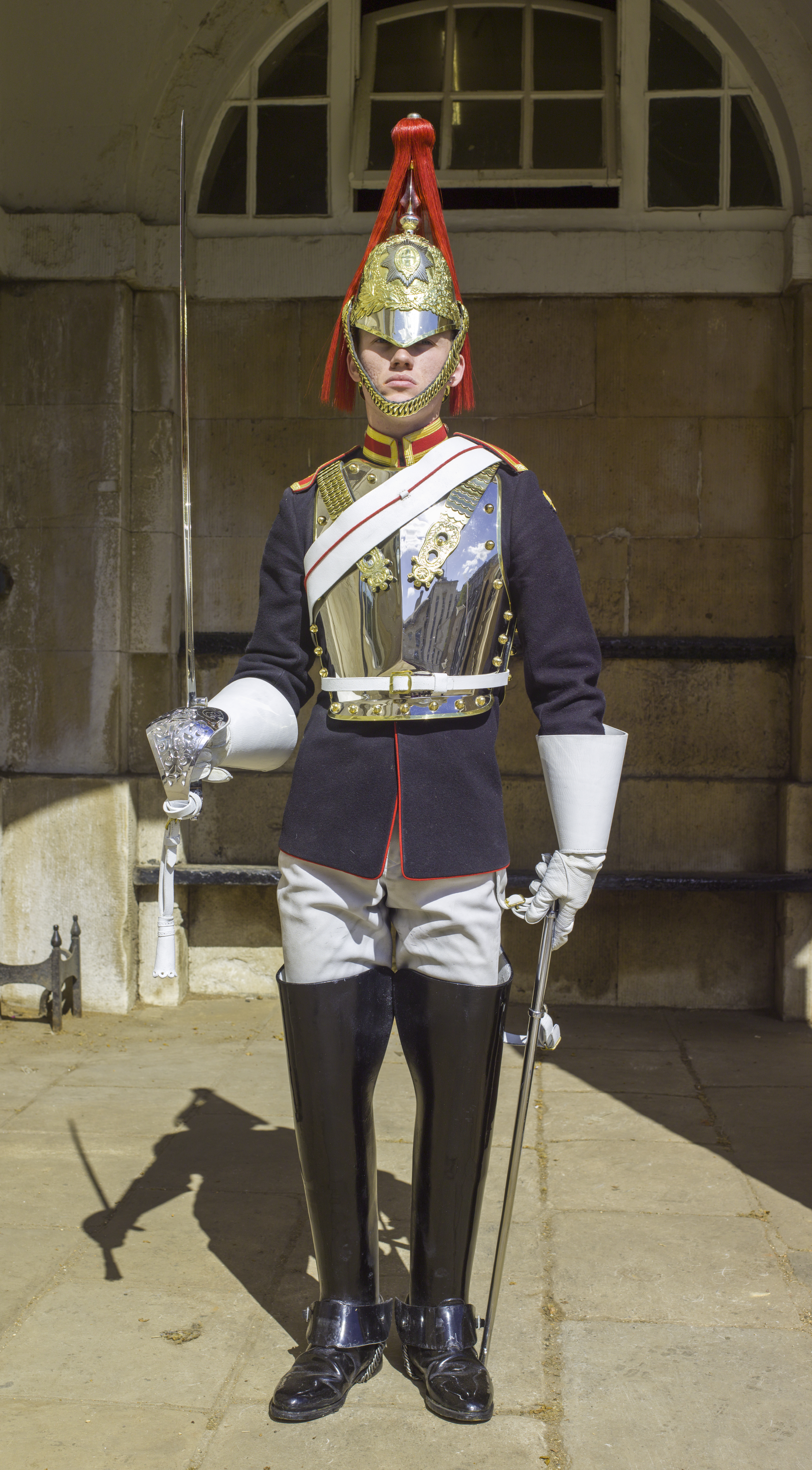
Um Blues and Royals em Londres

## Uniforme
Os Blues e os Royals usam a alça do queixo sob o queixo, ao contrário dos Salva-Vidas, que o usam abaixo do lábio inferior. Em vestido de serviço, os Blues e royals usam uma corda azul no ombro esquerdo, bem como um cinto Sam Browne contendo um apito. Na maioria das ordens de vestuário, a Águia de Waterloo é usada no braço esquerdo como parte das tradições de vestidos. Os Blues e Royals, como parte da Divisão Doméstica, não usa a Ordem da Estrela de Banho para o seu posto de oficial "pips", mas sim a Ordem da Estrela da Liga.
Príncipe Henrique usou o uniforme no casamento de seu irmão, príncipe Guilherme, com Catherine Elizabeth. Tanto o Príncipe Henrique quanto o príncipe Guilherme também receberam permissão da Rainha para usar a versão do casaco do uniforme para o casamento do Príncipe Henrique com Meghan Markle.
O moderno vestido de bagunça usado pelos oficiais do regimento reflete as tradições dos Dragões Reais e inclui uma jaqueta escarlate com faces azuis escuras.

## Oficiais-comandantes
Os Oficiais-Comandantes foram:
- Tenente-coronel Richard M. H. Vickers: março de 1969 - dezembro de 1970
- Tenente-Coronel James A. C. G. Eyre: dezembro de 1970 - julho de 1973
- Tenente-coronel William S.H. Boucher: julho de 1973 - outubro de 1975
- Tenente-coronel John H. Pitman: outubro de 1975 a fevereiro de 1978
- Tenente-coronel Henry O. Hugh Smith: fevereiro de 1978 - abril de 1980
- Tenente-coronel Henry O. Hugh Smith: fevereiro de 1978 - abril de 1980
- Tenente-coronel Jeremy D. Smith-Bingham: outubro de 1982 - abril de 1985
- Tenente-coronel Hywel W. Davies: abril de 1985 - agosto de 1987
- Tenente-coronel Timothy J. Sulivan: agosto de 1987 - janeiro de 1990
- Tenente-coronel Peter B. Rogers: janeiro de 1990 a outubro de 1992

## Coronel do Regimento
Os coronéis do regimento foram:
- 1969-1979: Marechal de Campo Sir Gerald Templer (ex-Coronel da Guarda Real de Cavalos),

Vice-Coronel: General Sir Desmond Fitzpatrick (ex-Coronel do 1º Dragão Real)
- 1979-1998: General Sir Desmond Fitzpatrick
- 1998-presente: Ana, Princesa Real[17]

## Coronel-chefe
- 1969 - 2022: Rainha Isabel II do Reino Unido
- 2022 - presente: Rei Charles III do Reino Unido

## Alianças
- Canadá - The Royal Canadian Dragoons
- Canadá - The Governor General's Horse Guards